# Adrian Phillips
Adrian Ramon Phillips (geboren am 28. März 1992 in Terell, Texas) ist ein US-amerikanischer American-Football-Spieler auf der Position des Safeties. Er spielte College Football für University of Texas at Austin und stand zuletzt bei den New England Patriots in der National Football League (NFL) unter Vertrag. Von 2014 bis 2019 spielte Phillips für die San Diego / Los Angeles Chargers.

## College
Phillips wurde in Terell, Texas, geboren und besuchte die Highschool in Garland. Ab 2010 ging er auf die University of Texas at Austin, um College Football für die Texas Longhorns zu spielen. Als Freshman war Phillips Ergänzungsspieler und spielte vor allem in den Special Teams, bevor er 2011 fünf Partien als Starter auf der Position des Cornerbacks absolvierte. In der Saison 2012 wurde er Stammspieler auf der Position des Safeties. In seinem vierten und letzten College-Jahr war Phillips einer der Teamkapitäne. Insgesamt bestritt er 50 Partien für die Longhorns, davon 28 als Starter.

## NFL
Phillips wurde im NFL Draft 2014 nicht ausgewählt und wurde zwei Monate nach dem Draft als Undrafted Free Agent von den San Diego Chargers unter Vertrag genommen. In seinen ersten beiden Spielzeiten für die Chargers wurde er achtmal entlassen und erneut unter Vertrag genommen, bis er schließlich 2016 fester Bestandteil des Teams wurde und in 14 Partien zum Einsatz kam. Vor der Spielzeit 2017 zogen die San Diego Chargers in die Nähe von Los Angeles um und firmierten von da an als Los Angeles Chargers. In der Saison 2018 wurde er als Special Teamer in den Pro Bowl sowie zum All-Pro gewählt. In seiner sechsten und letzten Saison für die Chargers ging Phillips als Ersatz für Derwin James als Stammspieler in die Saison. Allerdings fiel er ab dem zweiten Spieltag selbst aus, da er sich bei der Partie gegen die Detroit Lions den rechten Unterarm gebrochen hatte. Ab dem 13. Spieltag konnte Phillips wieder spielen.
Im März 2020 unterschrieb Phillips einen Zweijahresvertrag im Wert von bis zu 7,5 Millionen US-Dollar, davon drei Millionen garantiert, bei den New England Patriots. Da Patrick Chung die Saison 2020 wegen der COVID-19-Pandemie in den Vereinigten Staaten aussetzte, ging Phillips als Stammspieler in die Saison. Er wurde als Linebacker sowie als Safety eingesetzt, dabei erzielte er 109 Tackles, zwei Interceptions und einen Sack. Beim Sieg gegen die Los Angeles Chargers am achten Spieltag der Saison 2021 fing Phillips gegen sein ehemaliges Team zwei Interceptions, darunter ein Pick Six. Er wurde als AFC Defensive Player of the Week ausgezeichnet. Im Januar 2022 einigte Phillips sich mit den Patriots auf eine Vertragsverlängerung um drei Jahre im Wert von 12,75 Millionen US-Dollar. Er ging als Starter in die Saison 2022, verlor aber in der zweiten Saisonhälfte Spielzeit unter anderem an Jabrill Peppers und wurde nur noch bei der Hälfte aller Spielzüge eingesetzt. Auch 2023 war er vorwiegend Ersatzspieler und Special Teamer. Am 20. Februar 2024 wurde Phillips von den Patriots entlassen.

### NFL-Statistiken
| Saison                             | Saison | Spiele | Spiele      | Tackles | Tackles | Tackles | Tackles | Interceptions | Interceptions | Interceptions | Interceptions | Interceptions | Interceptions | Fumbles | Fumbles | Fumbles |
| Jahr                               | Team   | Spiele | als Starter | Gesamt  | Solo    | Ast     | Sacks   | PD            | INT           | Yds           | Lng           | TD            | FF            | FR      | Yds     |         |
| ---------------------------------- | ------ | ------ | ----------- | ------- | ------- | ------- | ------- | ------------- | ------------- | ------------- | ------------- | ------------- | ------------- | ------- | ------- | ------- |
| 2014                               | SD     | 3      | 0           | 1       | 0       | 1       | 0,0     | 0             | 0             | 0             | 0             | 0             | 0             | 0       | 0       |         |
| 2015                               | SD     | 9      | 2           | 19      | 12      | 7       | 0,0     | 1             | 1             | 39            | 39            | 0             | 0             | 0       | 0       |         |
| 2016                               | SD     | 14     | 6           | 38      | 25      | 13      | 0,0     | 3             | 1             | 22            | 22            | 0             | 0             | 0       | 0       |         |
| 2017                               | LAC    | 15     | 4           | 63      | 50      | 13      | 0,0     | 5             | 2             | 13            | 9             | 0             | 1             | 0       | 0       |         |
| 2018                               | LAC    | 16     | 7           | 94      | 65      | 29      | 0,0     | 9             | 1             | 0             | 0             | 0             | 1             | 0       | 0       |         |
| 2019                               | LAC    | 7      | 5           | 36      | 23      | 13      | 0,0     | 0             | 0             | 0             | 0             | 0             | 0             | 0       | 0       |         |
| 2020                               | NE     | 16     | 16          | 109     | 76      | 33      | 1,0     | 4             | 2             | 5             | 5             | 0             | 0             | 0       | 0       |         |
| 2021                               | NE     | 17     | 13          | 92      | 56      | 36      | 0,0     | 9             | 4             | 39            | 26            | 1             | 1             | 0       | 0       |         |
| 2022                               | NE     | 17     | 8           | 66      | 37      | 29      | 0,0     | 3             | 0             | 0             | 0             | 0             | 0             | 0       | 0       |         |
| 2023                               | NE     | 17     | 1           | 17      | 10      | 7       | 0,0     | 0             | 0             | 0             | 0             | 0             | 0             | 0       | 0       |         |
| Gesamt                             | Gesamt | 131    | 62          | 535     | 354     | 181     | 1,0     | 34            | 11            | 118           | 39            | 1             | 3             | 0       | 0       |         |
| Quelle: pro-football-reference.com |        |        |             |         |         |         |         |               |               |               |               |               |               |         |         |         |